# What's Another Day of Rock and Roll?
«What's Another Day of Rock and Roll?» —en español: «¿Qué es otro día de rock and roll?»— es una canción de hard rock compuesta por el baterista Gil Moore.  Fue enlistada originalmente como la sexta melodía del álbum debut homónimo de la banda canadiense de hard rock Triumph, publicado al mercado en 1976 por Attic Records.

## Publicación y recibimiento
Este tema fue lanzado solamente en Canadá como el segundo y último sencillo del disco homónimo de Triumph en 1976.  A diferencia de su antecesor, «What's Another Day of Rock and Roll?» incluyó otra pista diferente, siendo «Let Me Get Next to You» —«Déjame acercarme a un lado de ti» en castellano— la elegida para el lado B.
Debido a que la canción fue considerada como ‹muy larga y pesada›, no logró conseguir aceptación alguna por las estaciones de radio AM en aquella época.

## Lista de canciones

### Lado A
| side one |                                        |              |               |          |  |
| N.º      | Título                                 | Escritor(es) | Voz principal | Duración |  |
| 1.       | «What's Another Day of Rock and Roll?» | Gil Moore    | Gil Moore     | 4:50     |  |

### Lado B
| side one |                          |              |               |          |  |
| N.º      | Título                   | Escritor(es) | Voz principal | Duración |  |
| 2.       | «Let Me Get Next to You» | Gil Moore    | Rik Emmett    | 3:02     |  |

## Créditos
- Rik Emmett — voz principal (en la canción «Let Me Get Next to You») y guitarra.
- Gil Moore — voz principal (en la canción «What's Another Day of Rock and Roll?») y batería.
- Mike Levine — bajo